# Bettina Tita
Bettina Tita (* 27. April 1980 in Timișoara, Rumänien) ist Multimediakünstlerin rumänischer Herkunft. Ihre Aktionen und Performances wurden in Teilen Deutschlands bekannt, unter anderem durch virale Interaktionskunst im Internet. Bettina Tita lebt in Nürnberg.

## Leben und Werk
Bettina Titas Vater war Ingenieur und Lehrer für Mathematik und Physik, ihre Mutter eine Linguistin. Im Zuge der Rumänischen Revolution 1989 emigrierte sie mit ihrer Familie nach Deutschland, wo sie bis 1994 das Hardenberg-Gymnasium Fürth besuchte. Nach ihrer klassischen Ausbildung an der Akademie der Bildenden Künste Nürnberg 2002–2007 unter Ottmar Hörl sowie Studienreisen in die Volksrepublik China und nach Rumänien wurde Tita durch analoge und digitale Medien sowie Strategien der Kommunikationsguerilla künstlerisch beeinflusst, hierbei besonders durch die Adbusters-Bewegung und das filmische Werk Andrei Arsenjewitsch Tarkowskis.
Anfänglich dienten Tita hierbei Manipulationen von Werbeplakaten und künstlerische Interventionen, bei welchen sie teilweise ihren eigenen Körper zur Human Installation (deutsch menschliche Montage) ironisierend als Objekt einsetzte. Eine rein plakative, politische Aussage trifft Tita nicht, sondern rückt im Sinne des erweiterten Kunstbegriffs gewohnte Szenarien und Situationen durch Übersteigerung oder VerHardenberg-Gymnasium Fürth|fremdung in ein neues Licht, wobei sie häufig ihre Ausdrucksmedien wechselt.

## Ausstellungen und Interventionen (Auswahl)
- Casa culturii, Drăgășani, Rumänien[1]
- Future Talk / Zentrifuge, Nürnberg[1]
- Kunst Galerie Fürth, Fürth, 2003[1]
- Lange Nacht der Wissenschaften, Nürnberg, 2004[1]
- Casa de Cultura, Geamăna, Kreis Vâlcea, Rumänien, 2005[1]
- Kulturhaus Katana, Nürnberg, 2006[1]
- Galerie ArtBox, Frankfurt am Main, 2006[1]
- Art Cologne, Köln, 2006[1]
- Kunsthaus Tacheles, Berlin-Mitte,  mit Bonaventure Soh Bejeng Ndikung und Julian Ronnefeldt, 2008[2]
- Kunstkonsum Galerie, Berlin-Mitte, 2008[1]
- Nacht- und Nebel Neukölln, Berlin-Neukölln, 2008[1]
- Kulturny Dom Born 31, Leipzig, mit NSK Staat Lipsk, 2011[3]
- Blaue Nacht, Nürnberg, 2012[4]